# Epithema horsfieldii
Epithema horsfieldii är en tvåhjärtbladig växtart som först beskrevs av R. Brown, och fick sitt nu gällande namn av Dc.. Epithema horsfieldii ingår i släktet Epithema och familjen Gesneriaceae.

## Underarter
Arten delas in i följande underarter:
- E. h. epiphyllum
- E. h. horsfieldii